# Batalla de Fairhaven
La batalla de Fairhaven fue el primer enfrentamiento naval de la Guerra de Independencia de los Estados Unidos. Tuvo lugar el 14 de mayo de 1775, en la bahía de Buzzards, a las afueras de la actual ciudad -anteriormente denominada Dartmouth- de Fairhaven (Massachusetts). Al final de la misma, las milicias patriotas consiguieron arrebatar a las tropas británicas dos barcos capturados por el HMS Falcon, así como hacer prisioneros a 13 tripulantes de la Royal Navy, los primeros prisioneros navales de la guerra.

## Contexto
El 19 de abril de 1775, la guerra había comenzado en las inmediaciones de Lexington y Concord, en la provincia británica de la bahía de Massachusetts. Tras la batalla, la milicia que se había reunido para oponerse a los británicos asedió la ciudad de Boston, donde se encontraban las tropas británicas. El 13 de mayo de 1775, el HMS Falcon atrapó dos barcos patriotas que eran propiedad de Jesse Barlow y Simeon Wing, cuyo barco estaba comandado por su hijo.

## Enfrentamiento
Un grupo de 30 patriotas de Fairhaven, liderados por los capitanes Daniel Egery y Nathaniel Pope se hicieron a la mar a bordo de la balandra Sucess. Esta milicia también incluía a hombres como Benjamin Spooner, Noah Stoddard o Barnabas Hammond, entre otros. Recuperaron dos buques patriotas capturados por la tripulación británica del capitán John Linzee, comandante de la Royal Navy al mando del HMS Falcon, navío de 14 cañones y con 110 hombres. Los patriotas tomaron 13 tripulantes británicos, los primeros prisioneros navales de la guerra; dos de ellos resultaron heridos y uno de ellos murió.